# Pegoplata hermonensis
Pegoplata hermonensis är en tvåvingeart som beskrevs av Verner Michelsen 1989. Pegoplata hermonensis ingår i släktet Pegoplata och familjen blomsterflugor. Inga underarter finns listade i Catalogue of Life.